# Давидит, Ривка
Ривка Давидит (ивр. רבקה דוידית‎, настоящая фамилия Давидович; 1908, Бендеры, Бессарабская губерния — 1970, Израиль) — израильская детская писательница и поэтесса, театральный критик, драматург. Писала на иврите.
Родилась в Бендерах, одной из четверых детей в семье торговца фруктами Лейви Давидовича и его жены Суры. В 1920 году вместе с семьёй поселилась в подмандатной Палестине. Работала театральным критиком в ежедневной газете «Давар». Сотрудничала в издательствах Гистадрута, специализирующихся на общеобразовательной литературе («Ам Овед», «Тарбут ве-Хинух», «ха-Кибуц ха-Меухад»).
Ривка Давидит опубликовала ряд книг детской поэзии, прозы и драматургии. Автор слов к популярным детским песенкам. Перевела на иврит стихи для детей Корнея Чуковского, рассказы Н. В. Гоголя, И. С. Тургенева, Ф. М. Достоевского, Л. Н. Толстого, А. П. Чехова, Максима Горького, Г. Мало, изданные отдельно и в антологии рассказов русских писателей (1947).
Брат Ривки Давидит — генерал-майор Аарон Давиди (1927—2012, אהרן דוידי), командир десантной бригады, в период Ливанской кампании 1982 года — основатель волонтёрской организации Сарель (שר-אל).
Первый муж — переводчик Хаим Абревайя (1910—1967); второй муж — зоолог Менахем Дор (1901—1998).

## Книги
- מעשה בטחנה קטנה — 1976
- מחזות לילדים — 1963
- דגי זהב — 1960
- 1958 — מי אוהב מה
- חרצית הבר הקטנה — 1958
- זיפתינוק — 1947
- בואו לטייל — 1947
- בעקבות ק’ צ’וקובסקי — 1939